# Luke (Chorwacja)
Luke – wieś w Chorwacji, w żupanii karlowackiej, w gminie Cetingrad. W 2011 roku liczyła 8 mieszkańców.